# Берёзовка (Дятловский район)
Берёзовка (бел. Бярозаўка) — деревня в Даниловичском сельсовете Дятловского района Гродненской области Республики Беларусь. По переписи населения 2009 года в Берёзовке проживало 3 человека.

## Этимология
Название деревни происходит от корня «берёза».

## История
В 1897 году Берёзовка — деревня в Кошелёвской волости Новогрудского уезда Минской губернии (19 дворов, 114 жителей).
В 1909 году Берёзовка — деревня тех же волости, уезда и губернии (11 дворов, 69 жителей).
В 1921—1939 годах Берёзовка находилась в составе межвоенной Польской Республики. В 1923 году в Берёзовке было 19 дворов, 65 жителей. В сентябре 1939 года Берёзовка вошла в состав БССР.
В 1996 году Берёзовка входила в состав Торкачёвского сельсовета и колхоза «Беларусь». В деревне насчитывалось 11 хозяйств, проживал 21 человек.
13 июля 2007 года вместе с другими населёнными пунктами упразднённого Торкачёвского сельсовета Берёзовка была передана в Даниловичский сельсовет.